# Katedra w Alghero
Katedra pw. Maryi Niepokalanie Poczętej – katedra sardyńskiej Diecezji Alghero-Bosa. Jeden z najważniejszych obiektów architektonicznych miasta należący do grupy największych kościołów na Sardynii.

## Historia
W 1503 roku papież Juliusz II ogłosił reformę administracji kościelnej na Sardynii, łącząc trzy małe diecezje (Castro, Bisarcio, Ottana) w jedną nową metropolię z siedzibą w Alghero. Reforma kościelna współgrała z reformą administracyjną na mocy której, miasto w 1501 roku otrzymało przywilej i status miasta królewskiego (città reggia), co w znacznym stopniu przyczyniło się do jego rozwoju. W tym czasie w mieście nie było wystarczająco dużego kościoła, który mógłby pełnić rolę katedry, co skutkowało tym, że biskupi rezydowali w Sassari. Budowę katedry rozpoczęto w latach 30. XVI w. Pierwszy etap budowy zakończył się w roku 1547 (dzwonnica, kaplice boczne, chór), po czym w związku z chronicznym brakiem funduszy prace budowlane zostały niemal przerwane. Przyśpieszono je w czasach biskupa Pietro Perez del Frago, mianowanego biskupem Alghero w 1566 roku. Wtedy to niemodny już styl gotycki został zastąpiony stylem późnorenesansowym. Konsekracja katedry miała miejsce w 1592 roku przy okazji sakry biskupa Bacallara, ale prace trwały przez cały XVII wiek, aż do 1730 roku, w którym to zakończono prace nad wystrojem wnętrza, do którego wykorzystano m.in. marmur intarsjowany. Wtedy miała też miejsce rekonsekracja katedry. Ostatnim dobudowanym do katedry elementem, który znacząco wpłynął na jej zewnętrzny wygląd, a w zasadzie całkowicie zmienił fasadę główną, jest klasycystyczny portyk z 1862 roku.

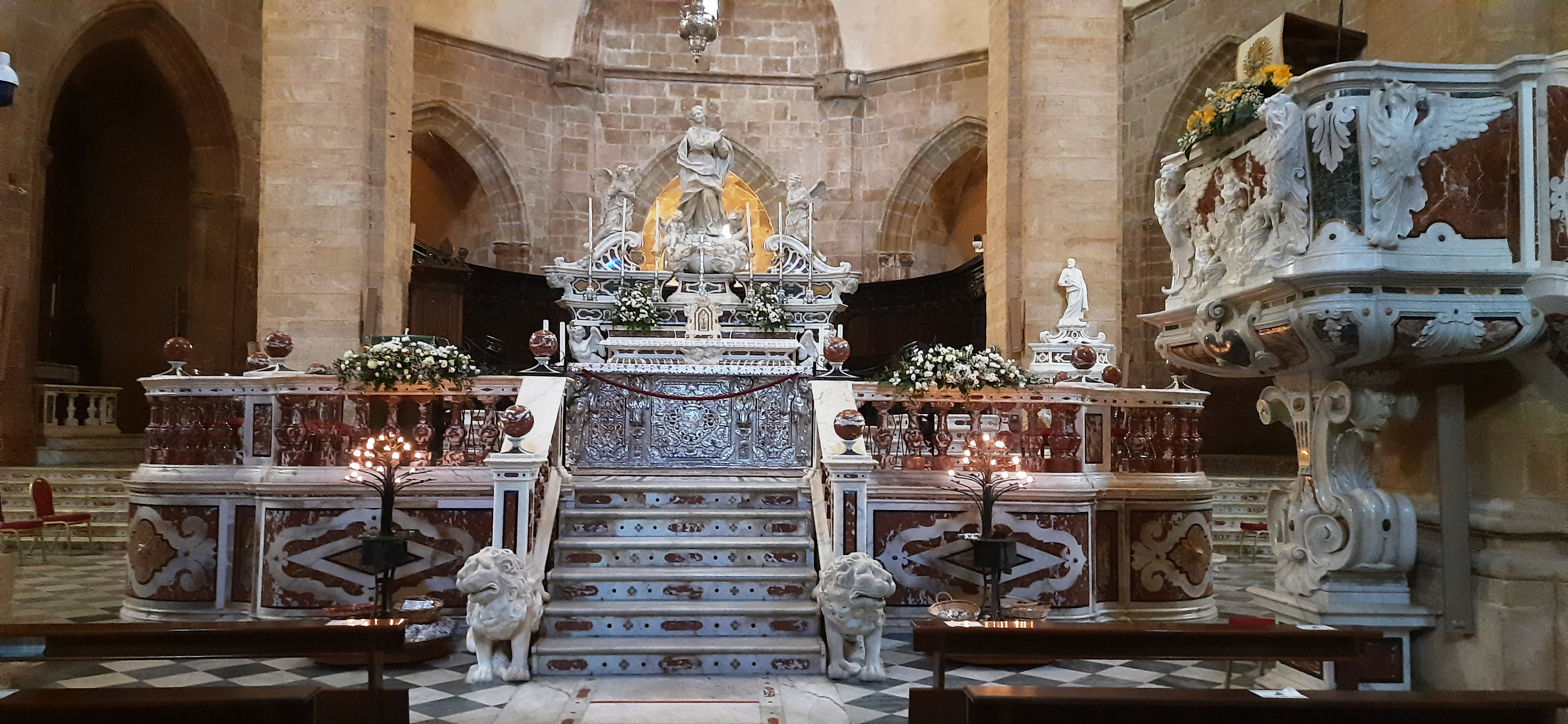
Podwyższone prezbiterium i ołtarz główny

## Architektura

### Wygląd zewnętrzny

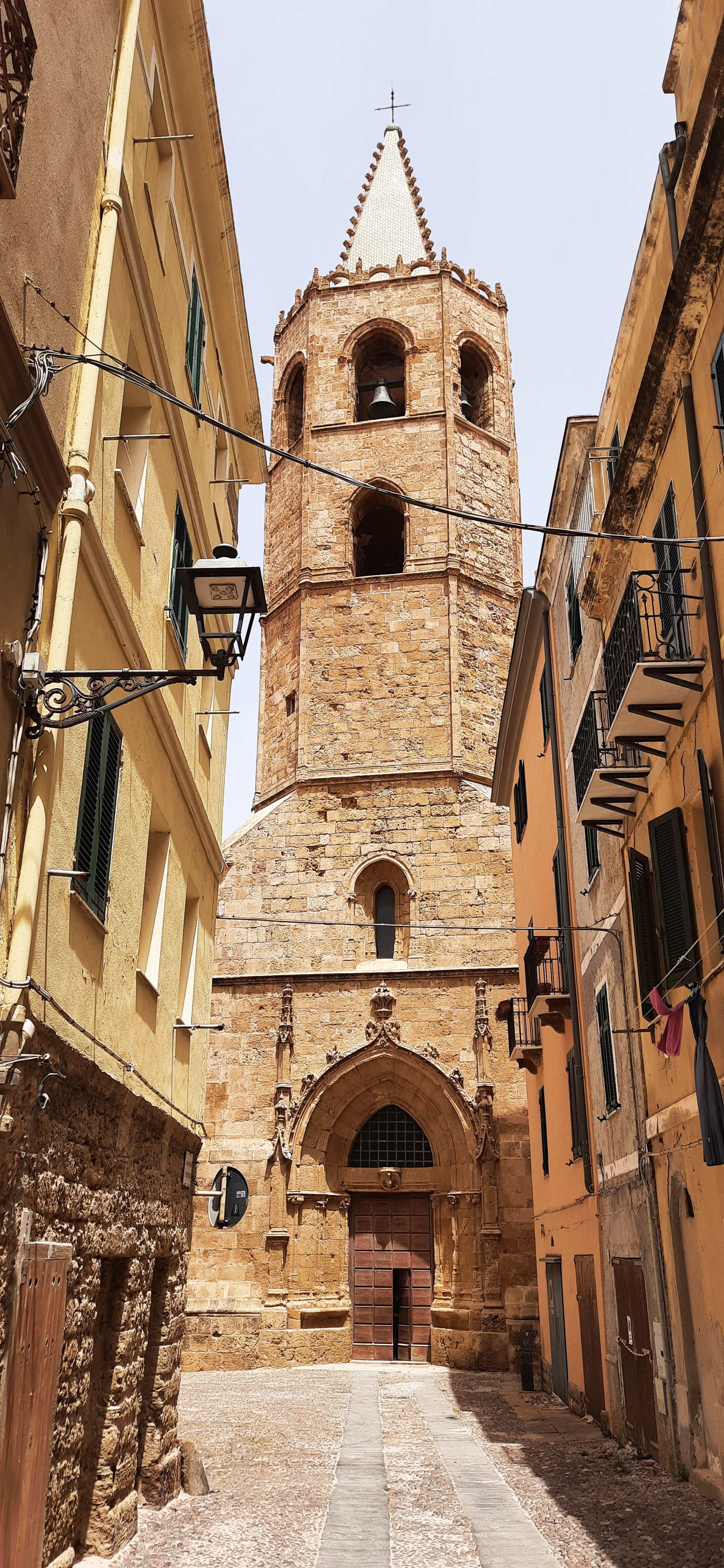
Późnogotycka dzwonnica z ozdobnym portalem

Fasada główna katedry znajduje się przy Placu Katedralnym (wł. Piazza Duomo) i charakteryzuje się czterema monumentalnymi, klasycystycznymi kolumnami w porządku doryckim, które wraz ze wspartym na nich tympanonem tworzą wysoki portyk pod którym znajduje się wejście główne. Fasada po obu stronach portyku, na około dwóch trzecich swojej wysokości wyróżnia się horyzontalnym boniowaniem. Drugą dominantą w zewnętrznym wyglądzie katedry jest wysoka, architektonicznie późnogotycka dzwonnica (ukończona około 1545 roku), położona na przeciwległej stronie katedry, przy absydzie za ołtarzem głównym. Z racji na swoją wysokość i charakterystyczny wygląd, jest jednym z symboli miasta. Dzwonnica wybudowana jest na planie ośmioboku. Charakteryzuje się gotyckim portalem zdobionym stylizowanymi motywami roślinnymi, oraz łukiem zakończonym tzw. oślim grzbietem. Mury dzwonnicy wieńczą niewysokie sterczyny oraz wysoki dach namiotowy pokryty ceramiczną dachówką. Obecnie dzwonnica pełni też funkcję tarasu widokowego.

### Wnętrze

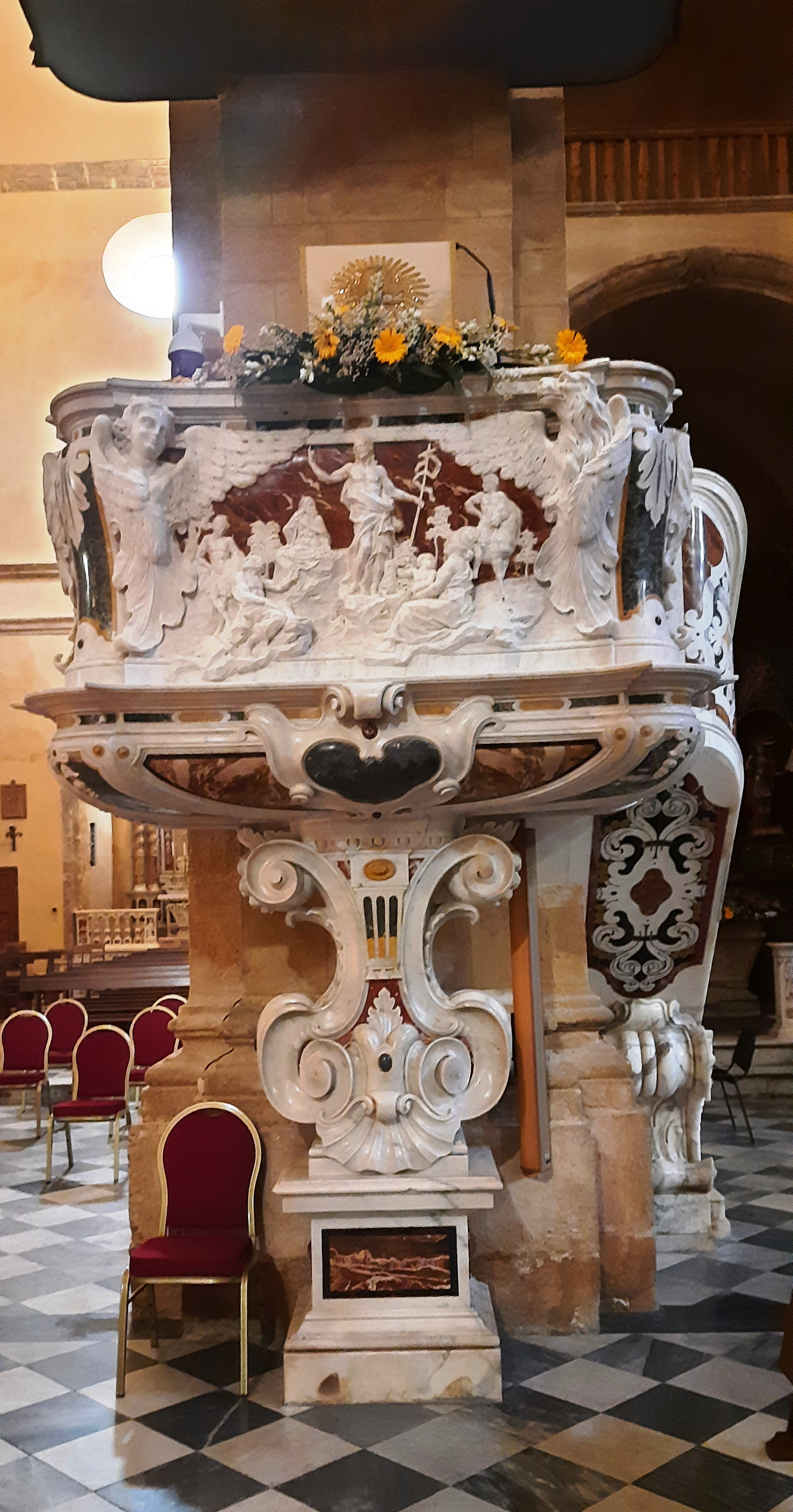
Barokowa ambona

Wewnętrzna przestrzeń świątyni jest zbudowana na planie krzyża, podzielona na trzy nawy, oddzielone od siebie potężnymi filarami i kolumnami. Nawa główna jest nieznacznie wyższa od naw bocznych, wszystkie trzy nawy są pokryte późnorenesansowym sklepieniem kolebkowym. Przecięcie nawy głównej i transeptu (nawy poprzecznej) jest zwieńczone kopułą z XVI w. na bazie ottagramu z wysoką latarnią, która oświetla prezbiterium położone bezpośrednio pod kopułą. Na uwagę zasługują:
– prezbiterium (I poł. XVII w.) – wybudowane na podwyższeniu na przecięciu nawy głównej i transeptu. Przestrzeń prezbiterium wydziela barokowa balustrada z wielokolorowego, intarsjowanego marmuru. Z tego samego okresu pochodzi ambona.
– ołtarz główny (połowa XVII w.) – przedstawia patronkę katedry, Maryję Wniebowziętą (wł. Assunta), adorowaną przez dwa anioły. Całą grupę rzeźb prezentującą styl późnobarokowy wykonał pochodzący z Genui Giuseppe Massetti.
– absyda – znajduje się z tyłu prezbiterium. Jest najstarszą częścią katedry z I poł. XVI w. i charakteryzuje się pięcioma kaplicami w stylu gotyckim.
– kaplice naw bocznych – trzy w każdej nawie, pochodzące z różnych okresów historycznych. Szczególnie wyróżnia się pierwsza kaplica po prawej stronie. Wybudowana z białego marmuru w 1824 r. w stylu klasycystycznym, przedstawiająca trzy cnoty teologalne (wiara, nadzieja, miłość).
– w lewym skrzydle transeptu klasycystyczne mauzoleum Maurizio di Savoia (1762–1799), księcia Monferrato.

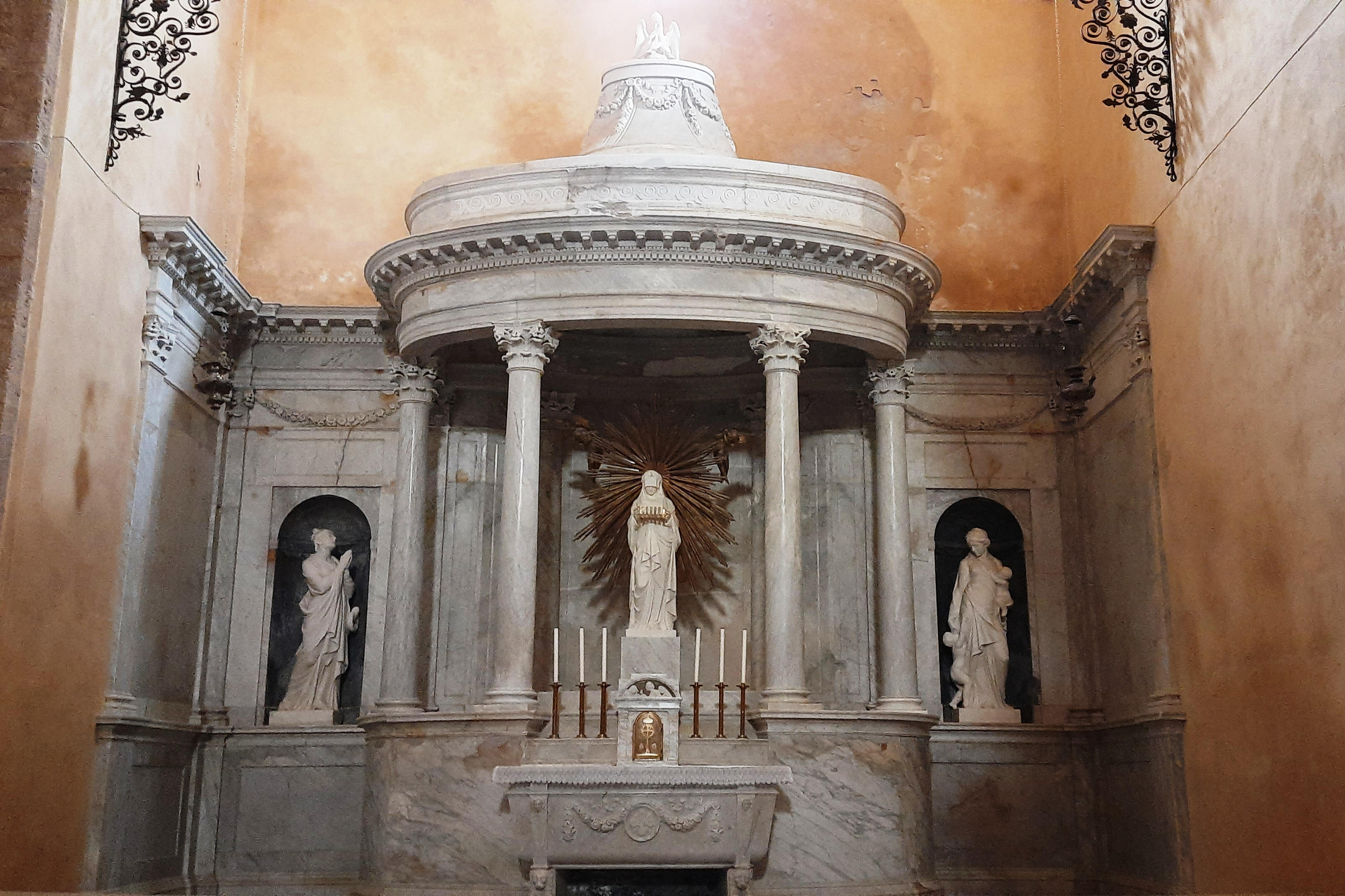
Ołtarz trzech cnót teologalnych